# Chiến tranh Iraq
Chiến tranh Iraq hay Chiến dịch Giải phóng Iraq theo cách gọi của Chính phủ Hoa Kỳ là một cuộc chiến tranh diễn ra tại Iraq từ ngày 20 tháng 3 năm 2003 đến ngày 18 tháng 12 năm 2011, giữa Lực lượng Đa Quốc gia do Hoa Kỳ dẫn đầu với bên kia là chính quyền Saddam Hussein và sau Saddam Husein bị lật đổ là các lực lượng nổi dậy.
Tuy Lực lượng Đa Quốc gia đã lật đổ được chính quyền của Saddam Hussein nhưng các thế lực  nổi dậy vẫn chưa được trấn áp hoàn toàn, dẫn đến việc mặc dù Tổng thống Hoa Kỳ Barrack Obama đã tuyên bố rút hết quân nhân và kết thúc chiến tranh nhưng vẫn để lại gần 50 vạn nhân viên quân sự dưới tư cách cố vấn viên quân sự cho chính quyền Iraq mới.